# 하테나

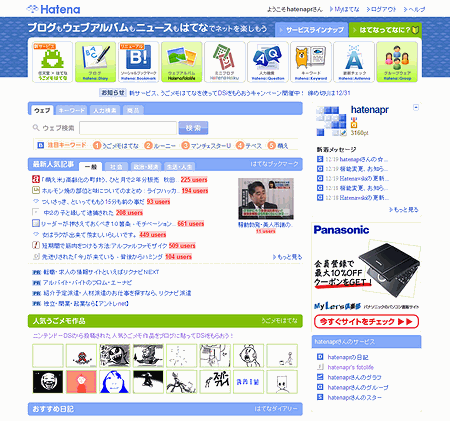

하테나(일본어: はてな)는 ‘지식 커뮤니티’ 인력검색 서비스와 블로그 호스팅 서비스, 소셜 북마크 서비스를 개발해 운영하고 있는 일본의 기업이다.

## 역사와 서비스
2001년 7월 15일, 하테나의 중요 서비스이자‘인력에 의한 검색’에 중점을 둔 지식 커뮤니티 서비스 ‘인력 검색 하테나’가 준비 단계로서 서비스를 개시했다. 기본적으로 누군가 알고 싶은 정보에 대해 질문하면, 페이지를 찾는 데 자신있는 다른 사용자가 그 정보를 포함한 웹 페이지를 알려주는 형식이다.
‘회답 포인트’라고 하는 포인트를 질문자가 임의로 설정하면, 질문 종료 후 답변한 사람에게 포인트가 지불된다. 이 포인트는 신용 카드나 은행 입금 등으로 구입할 수 있어 획득한 포인트를 통해 유료 서비스 이용이나 쇼핑을 할 수 있다. 답변 중에도 스스로의 경험에 근거하는 답변도 있어 답변자의 검색 기술·경험·흥미의 범위에 의해서 질문자가 만족하는 답변을 받을 때까지의 시간이 매번 다르다. 당초 필수였던 답글 내 URL 기재는 2006년 사이트 리뉴얼부터 질문자의 선택에 의해 넣지 않을 수도 있다. 처음에는 무료였으나 현재는 유료.
2002년 5월 18일에는 ‘하테나 안테나’ 서비스가 시작되었다. 하테나 안테나는 사용자가 등록한 웹사이트를 자동 방문하면서, 사이트의 갱신 상황을 리스트로 표시해주는 서비스다.
2003년 1월 16일에는 웹 브라우저나 휴대전화로 자신만의 웹 일기(블로그)를 만들 수 있는‘하테나 다이어리’의 베타 서비스가 시작되었다. 누군가에 의해서 등록된 키워드의 해설이 일기 내용 중에 있으면 자동적으로 링크되는 ‘키워드 시스템’과, 사용자가 CSS를 편집해 자신만의 디자인을 만들 수 있는 것이 특징이다. 기본 문자 인코딩은 EUC-JP이며, 무료로 사용할 수 있으나 유료로 제공되는 기능도 있다.
이외에도 현재 자신의 북마크를 다른 사용자와 공유하는 소셜 북마크 서비스인 ‘하테나 북마크’, 블로그, 스케줄러, 게시판, 작업 관리, 파일 공유, 키워드 시스템 등의 기능을 갖춘 이른바 그룹웨어 서비스 ‘하테나 그룹’의 서비스를 제공하고 있다.